# Nadi (Fiyi)
Nadi es la tercera mayor conurbación de Fiyi. Se encuentra en la zona occidental de la isla de Viti Levu y tiene una población de 42.284 habitantes según el censo de 2007. 

## Características

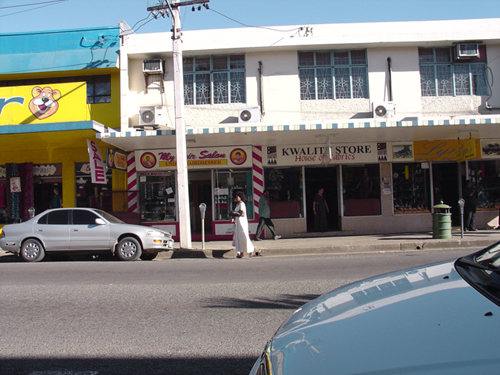
La zona Comercial de la localidad de Nadi.

Nadi es una localidad multirracial y muchos de sus habitantes son indios o fiyianos, junto a una gran población flotante, sobre todo de turistas. Junto a la producción de caña de azúcar, el turismo es el principal renglón de la economía local. Alberga el Aeropuerto Internacional de Nadi, situado a 190 km de Suva, la capital nacional. Desde el punto de vista religioso, es un centro de hinduismo y del islam. 
En la zona del centro urbano se encuentra el río Nadi y el poblado de Viseisei en su orilla occidental, así como el templo de Sri Siva Subramaniya al oriente, el mayor templo hindú del hemisferio sur, así como un sitio de peregrinaje. 
Es la puerta de acceso a las tierras altas de Nausori al este, así como a los valles de Sabeto y Sigatoka.

## Clima
| Parámetros climáticos promedio de Nadi, Fiji (1961-1990) | Parámetros climáticos promedio de Nadi, Fiji (1961-1990) | Parámetros climáticos promedio de Nadi, Fiji (1961-1990) | Parámetros climáticos promedio de Nadi, Fiji (1961-1990) | Parámetros climáticos promedio de Nadi, Fiji (1961-1990) | Parámetros climáticos promedio de Nadi, Fiji (1961-1990) | Parámetros climáticos promedio de Nadi, Fiji (1961-1990) | Parámetros climáticos promedio de Nadi, Fiji (1961-1990) | Parámetros climáticos promedio de Nadi, Fiji (1961-1990) | Parámetros climáticos promedio de Nadi, Fiji (1961-1990) | Parámetros climáticos promedio de Nadi, Fiji (1961-1990) | Parámetros climáticos promedio de Nadi, Fiji (1961-1990) | Parámetros climáticos promedio de Nadi, Fiji (1961-1990) | Parámetros climáticos promedio de Nadi, Fiji (1961-1990) |
| Mes                                                      | Ene.                                                     | Feb.                                                     | Mar.                                                     | Abr.                                                     | May.                                                     | Jun.                                                     | Jul.                                                     | Ago.                                                     | Sep.                                                     | Oct.                                                     | Nov.                                                     | Dic.                                                     | Anual                                                    |
| -------------------------------------------------------- | -------------------------------------------------------- | -------------------------------------------------------- | -------------------------------------------------------- | -------------------------------------------------------- | -------------------------------------------------------- | -------------------------------------------------------- | -------------------------------------------------------- | -------------------------------------------------------- | -------------------------------------------------------- | -------------------------------------------------------- | -------------------------------------------------------- | -------------------------------------------------------- | -------------------------------------------------------- |
| Temp. máx. media (°C)                                    | 31.6                                                     | 31.5                                                     | 31.1                                                     | 30.7                                                     | 29.7                                                     | 29.2                                                     | 28.5                                                     | 28.7                                                     | 29.4                                                     | 30.2                                                     | 30.9                                                     | 31.4                                                     | 30.2                                                     |
| Temp. media (°C)                                         | 27.1                                                     | 27.2                                                     | 26.9                                                     | 26.2                                                     | 24.9                                                     | 24.2                                                     | 23.4                                                     | 23.6                                                     | 24.4                                                     | 25.3                                                     | 26.2                                                     | 26.7                                                     | 25.5                                                     |
| Temp. mín. media (°C)                                    | 22.7                                                     | 22.9                                                     | 22.6                                                     | 21.7                                                     | 20.1                                                     | 19.3                                                     | 18.3                                                     | 18.4                                                     | 19.3                                                     | 20.4                                                     | 21.5                                                     | 22.1                                                     | 20.8                                                     |
| Lluvias (mm)                                             | 299                                                      | 302                                                      | 324                                                      | 163                                                      | 78                                                       | 62                                                       | 46                                                       | 58                                                       | 77                                                       | 103                                                      | 138                                                      | 159                                                      | 1809                                                     |
| Días de lluvias (≥ 1 mm)                                 | 18                                                       | 19                                                       | 19                                                       | 12                                                       | 7                                                        | 6                                                        | 5                                                        | 5                                                        | 7                                                        | 9                                                        | 11                                                       | 13                                                       | 131                                                      |
| Fuente: Hong Kong Observatory                            |                                                          |                                                          |                                                          |                                                          |                                                          |                                                          |                                                          |                                                          |                                                          |                                                          |                                                          |                                                          |                                                          |